# Christoph Crusius (Jurist)
Christoph Crusius (auch: Christoph Crause und Christophorus Crusius; * 1590 in Hannover; † 1653 oder später) war ein Braunschweigischer Rechtsgelehrter und Corveyischer Geheimrat in Hannover.

## Leben und Werk
Crusius oder Crause war ein vor allem durch seine Schriften bekannter Gelehrter. Der Geheimrat zu Corvey war der Vater des am 7. Oktober 1728 in Hannover geborenen Juristen Jakob Andreas Crusius.
Sein 1682 im Druck erschienener Tractatus de indiciis delictorum ex iure publico wurde 1712 per Dekret der römisch-katholischen Glaubenskongregation auf den Index gesetzt. Im darauffolgenden Jahr ereilte den 1634 bis 1637 in Marburg erschienenen Tractatus de indiciis delictorum specialibus dasselbe Schicksal.

## Schriften (Auswahl)
- Tractatus De Indiciis Delictorum Generalibus, Ex Iure Publico & Privato, Nec Non Selectioribus Antiquorum, Et Recentiorum, Theologorum, Iurisconsultorum, Politicorum & Historicorum eximiorum scriptis decerptus, & accurata dispositione In IV. Partes divisus. (1633, Neuauflagen 1682 und 1701 zu Frankfurt)
  - Tractatus De Indiciis Delictorum Generalibus, Ex Iure Publico Et Privato, Nec non Selectioribus Antiquorum & Recentiorum Theologorum ... urn:nbn:de:bvb:384-uba002118-1.
  - Tractatus De Indiciis Delictorum Specialibus, [...], Pars secunda. urn:nbn:de:gbv:3:1-349546.
  - Tractatus de indiciis delictorum ex iure publico & privato, [...], Pars tertia. urn:nbn:de:bvb:12-bsb11200844-7.
  - Tractatus de indiciis delictorum ex iure publico et privato, & c. deprompti, & eleganti methodo disposito, Pars Quarta. urn:nbn:de:bvb:12-bsb11067183-1.
- Meditation in passionem Jesu Christi
- Dissert. de definitione causis et methodo
- De praelicabilibus
- Lectiones succinctae in consuetudines feudales